# Amphiascoides nanoides
Amphiascoides nanoides är en kräftdjursart som först beskrevs av Georg Ossian Sars 1911. Enligt Catalogue of Life ingår Amphiascoides nanoides i släktet Amphiascoides och familjen Diosaccidae, men enligt Dyntaxa är tillhörigheten istället släktet Amphiascoides och familjen Miraciidae. Arten har ej påträffats i Sverige. Inga underarter finns listade i Catalogue of Life.